# Tolpiodes postrestricta
Tolpiodes postrestricta är en fjärilsart som beskrevs av Rothschild 1916. Tolpiodes postrestricta ingår i släktet Tolpiodes och familjen nattflyn. Inga underarter finns listade i Catalogue of Life.